# Scary Monsters and Nice Sprites (singolo)
Scary Monsters and Nice Sprites è un singolo realizzato dal produttore discografico e disc jockey statunitense Skrillex. Primo estratto dall'omonimo EP di Moore. La canzone ha vinto la categoria Miglior Registrazione Dance alla 54ª edizione dei Grammy Awards.

## Composizione
La canzone utilizza un sample vocale di esclamazioni di Rachael Nedrow (noto anche come "speedstackinggirl") che urla "Yes!, oh my God!", Dopo aver impilato rapidamente un set di tazze in uno dei suoi video su YouTube. Il nome della canzone è stato ispirato dall'album di David Bowie Scary Monsters (and Super Creeps).

## Tracce
1. Scary Monsters and Nice Sprites

### Remixes

#### Scary Monsters and Nice SpritesEP
1. Scary Monsters and Nice Sprites (Noisia Remix)
2. Scary Monsters and Nice Sprites (Zedd Remix)

#### More Monsters and SpritesEP
1. Scary Monsters and Nice Sprites (Dirtyphonics Remix)
2. Scary Monsters and Nice Sprites (Phonat Remix)
3. Scary Monsters and Nice Sprites (The Juggernaut Remix)
4. Scary Monsters and Nice Sprites (Kaskade Remix)